# Картофель
Карто́фель, или паслён клубнено́сный (лат. Solánum tuberósum), — вид многолетних клубненосных травянистых растений из рода Паслён (Solanum) семейства Паслёновые (Solanaceae). Клубни картофеля являются важным пищевым продуктом. Плоды ядовиты в связи с содержанием в них соланина. С потребительской точки зрения картофель является овощем.

## Название
Современное научное название картофеля в 1596 году ввёл Каспар Баугин в работе Phytopinax, позже это название использовал Линней в своей работе Species Plantarum (1753).
В разное время другими авторами публиковались иные научные названия, которые теперь составляют синонимику вида картофель.
Русское слово «картофель» произошло от нем. Kartoffel, которое, в свою очередь, произошло от итал. tartufo, tartufolo — трюфель. Существует также разговорная форма «картошка».

## Ботаническая и морфологическая характеристика

Диаграмма цветка
Формула цветка:

Травянистое растение, достигающее в высоту более 1 метра.
Стебель голый, ребристый. Часть стебля, погружённая в почву, выпускает длинные побеги (длиной 15—20, у некоторых сортов 40—50 см).
Лист картофеля тёмно-зелёный, прерывисто-непарноперисторассечённый, состоит из конечной доли, нескольких пар (3—7) боковых долей, размещённых одна против другой, и промежуточных долек между ними. Непарная доля называется конечной, парные доли имеют порядковые названия — первая пара, вторая пара и т. д. (счёт ведётся от конечной доли). Доли и дольки сидят на стерженьках, прикреплённых к стержню, нижняя часть которого переходит в черешок. Около долей пар размещаются ещё более мелкие дольки.
Цветки белые, розовые и фиолетовые, собраны щитком на верхушке стебля, чашечка и венчик пятираздельные.
Из пазух зачаточных листьев в подземной части стебля отрастают подземные побеги — столоны, которые, утолщаясь на вершинах, дают начало новым клубням (видоизменённым побегам). На концах столонов развиваются клубни, которые, в сущности, не что иное, как вздувшиеся почки, вся масса которых состоит из тонкостенных гранёных клеток, наполненных крахмалом, а наружная часть состоит из тонкослойной пробковой ткани. Клубни созревают в августе — сентябре.
Плод — многосемянная, тёмно-зелёная, ядовитая ягода диаметром 2 см, по форме напоминающая маленький помидор.
В некоторых железистых волосках на поверхностях стебля и листьев картофеля обнаружен фермент, способный переваривать органические вещества животного происхождения, поэтому картофель можно рассматривать как в некоторой степени насекомоядное растение.

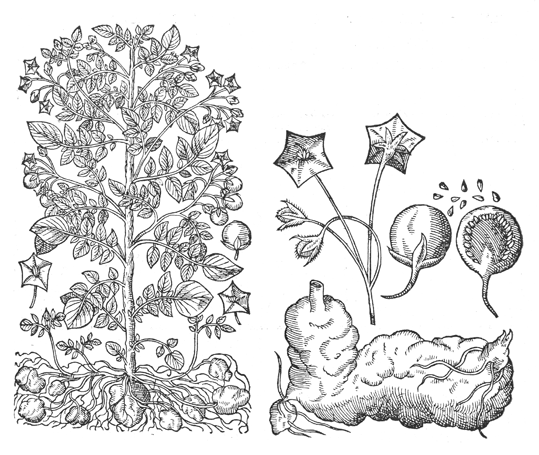
Рисунки картофеля из книги Каспара Баугина «Theatri botanici»

|                                               |  |  |  |
| Слева направо: соцветие, лист, плоды, клубень |  |  |  |

### Генетика картофеля
Большинство культивируемых сортов картофеля является тетраплоидами с числом хромосом, равным 48 (2n=4x=48). Соответственно, в гаплоидный набор картофеля входит 12 хромосом. Размер генома составляет около 844 Мб. Для культивируемых сортов характерна высокая гетерозиготность, они страдают от инбредной депрессии, а также от чувствительности к различным фитопатогенам и вредителям. Эти характеристики совместно с тетраплоидией значительно затрудняют классическую селекцию картофеля. Геном картофеля был отсеквенирован в 2011 году силами Международного консорциума по секвенированию картофеля. В состав этого коллектива входили 16 научных групп из разных стран, в том числе из России.
В семействе паслёновых (Solanaceae) томат (Solánum lycopérsicum) и дикорастущий картофель (Solanum etuberosum) разошлись примерно 13–14 млн л. н., а гибридизация между ними ок. 8–9 млн л. н. привела к появлению клубневых видов, объединяемых в секцию Petota (Solanum section Petota), что совпало по времени с быстрым подъёмом Анд (6–10 млн л. н.). Ген SP6A, который указывает растению, когда начинать формировать клубни, присутствует у томата, а ген IT1, который помогает контролировать рост подземных стеблей, формирующих клубни, обнаружен у Solanum etuberosum. По отдельности эти гены не вызывают образования клубней, но в сочетании они взаимодействуют и запускают развитие подземных стеблей в крахмалистые клубни.

### Разновидности, подвиды и формы
В естественных условиях встречается около 10 разновидностей картофеля:
- Solanum tuberosum subsp. andigenum (Juz. & Bukasov) Hawkes[англ.]
  - syn. Solanum andigenum Juz. & Bukasovbasionym
  - syn. Solanum andigenum f. guatemalense Bukasov
  - syn. Solanum subandigenum Hawkes
- Solanum tuberosum var. aymaranum (Bukasov) Ochoa
- Solanum tuberosum var. bolivianum (Bukasov) Ochoa
- Solanum tuberosum f. ccompis (Bukasov) Ochoa
- Solanum tuberosum f. cevallosii (Bukasov) Ochoa
- Solanum tuberosum var. chiar-imilla (Bukasov & Lechn.) Ochoa
- Solanum tuberosum var. longibaccatum (Bukasov) Ochoa
- Solanum tuberosum f. pallidum (Bukasov) Ochoa
- Solanum tuberosum var. stenophyllum (Bukasov) Ochoa
- Solanum tuberosum subsp. tuberosum
  - syn. Solanum tuberosum var. guaytecarum (Bitter) Hawkes

## Распространение и история культуры

### Америка
Родина картофеля — Южная Америка, где до сих пор можно встретить дикорастущий картофель. Введение картофеля в культуру (сначала путём эксплуатации диких зарослей) было начато примерно 9—7 тысяч лет тому назад на территории современной Боливии. Индейцы не только употребляли картофель в пищу, но и поклонялись ему, считая одушевлённым существом.

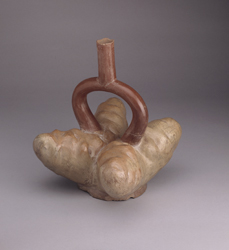
Древняя керамика культуры моче, изображающая клубни картофеля

Утверждается, что в календаре инков существовал следующий способ определения дневного времени: мерилом служило время, затрачиваемое на варку картофеля, что приблизительно равнялось одному часу. То есть, в Перу говорили: прошло столько времени, сколько ушло бы на приготовление блюда из картофеля.

### Европа
В Европу (Испанию) картофель впервые был завезён, вероятно, Сьесой де Леоном в 1551 году, при его возвращении из Перу. Первое свидетельство употребления картофеля в пищу относится также к Испании: в 1573 году картофель значится среди продуктов, закупленных для госпиталя Крови Иисусовой в Севилье. В дальнейшем культура распространилась в Италии, Бельгии, Германии, Нидерландах, Франции, Великобритании и других европейских странах. Сначала картофель был принят в Европе за декоративное растение, причём ядовитое. В 1806 году Вацлав Матей Крамериус писал в «Пражской почтовой газете», что «земляные яблоки — эти корневые шары, или картофель съедобный, являются исконно американским растением».
Агроном Антуан Огюст Пармантье окончательно доказал, что картофель обладает высокими вкусовыми и питательными качествами. С его подачи началось проникновение картофеля в провинции Франции, а затем и других стран. Ещё при жизни Пармантье это позволило победить во Франции частый прежде голод и вывести цингу. В честь Пармантье названо несколько блюд, основным ингредиентом которых является картофель.

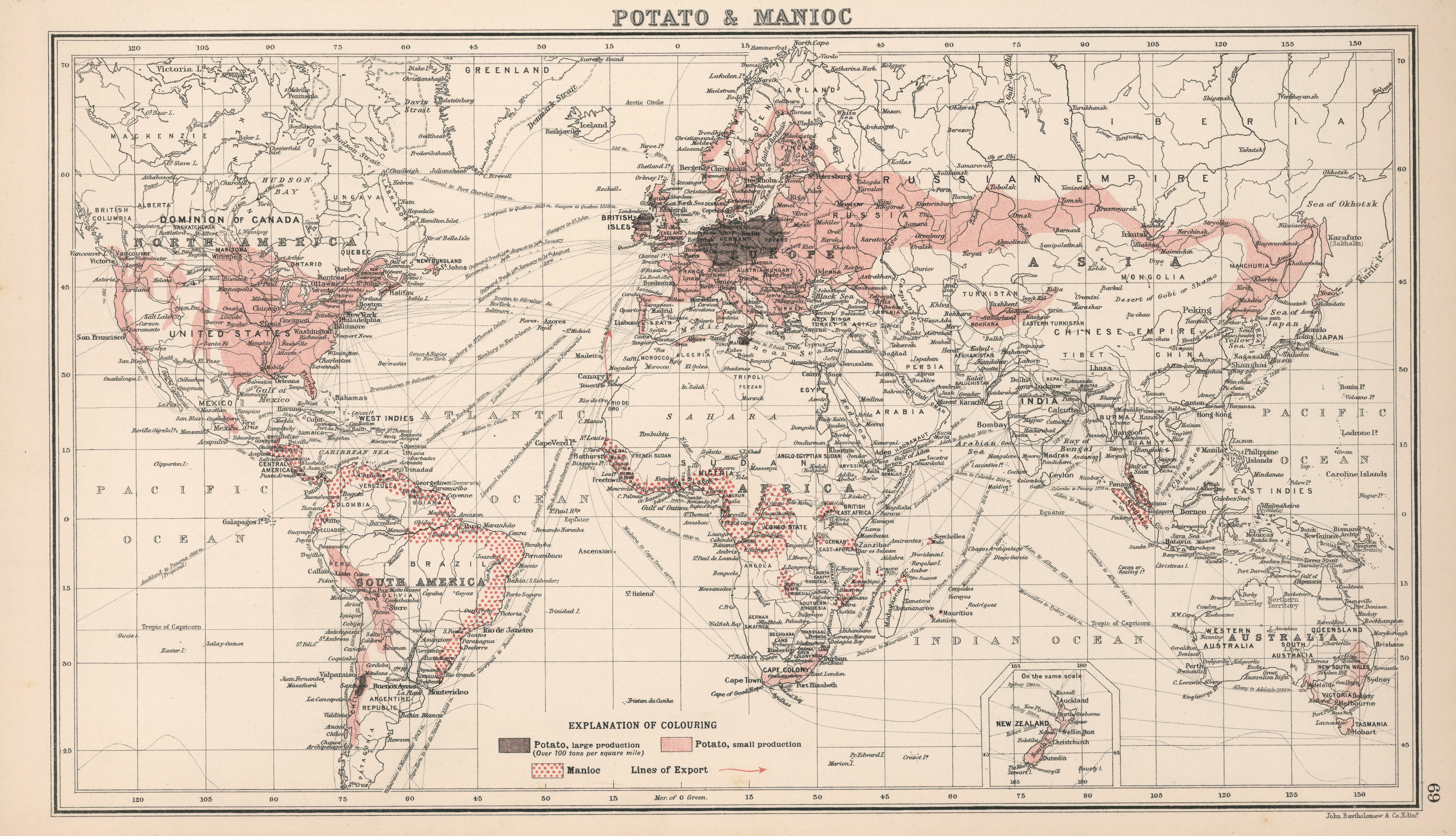
Мировая карта выращивания картофеля и маниока, 1907 г.

### История картофелеводства в России

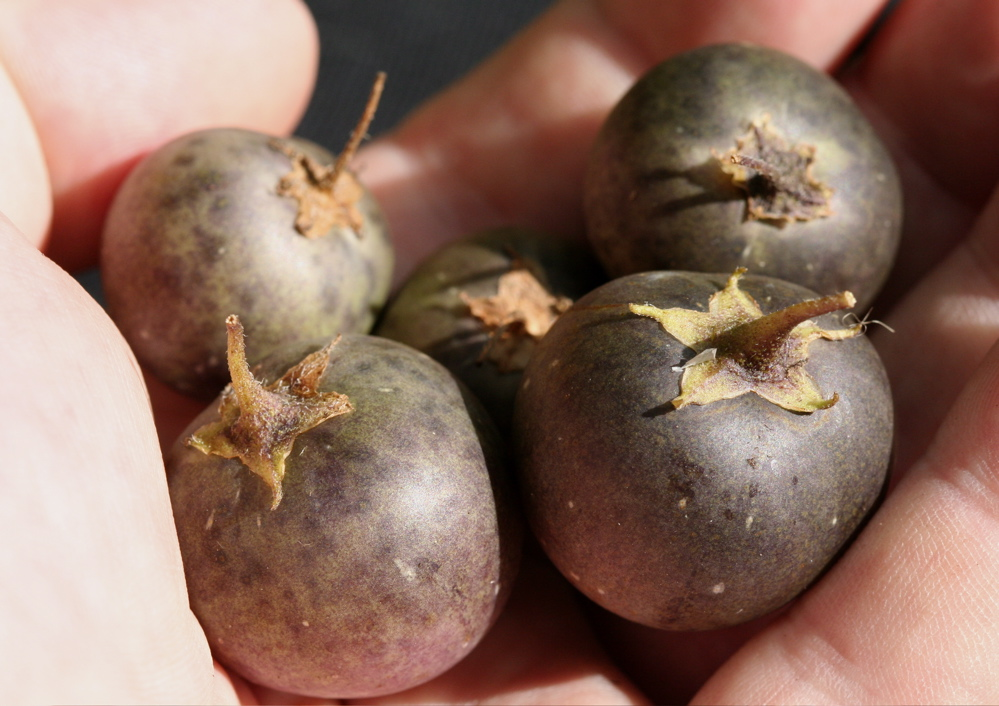
Плоды картофеля ядовиты

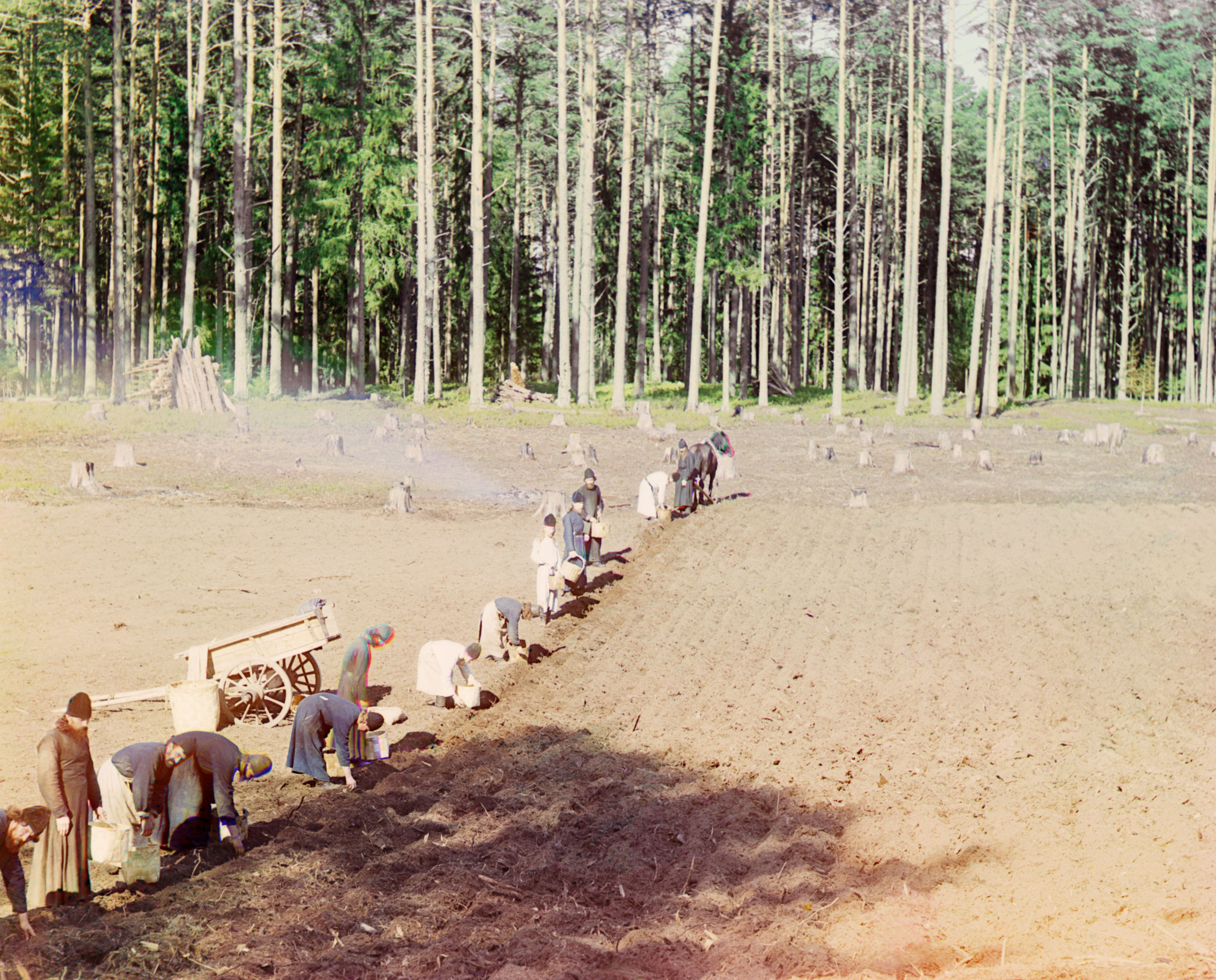
Монахи, сажающие картофель, на фотографии С. М. Прокудина-Горского, 1910

Появление в России картофеля, как правило, связывают с именем Петра I, который в конце XVII века прислал в столицу мешок клубней из Голландии якобы для рассылки по губерниям для выращивания. Позднее, в 1758 году, Петербургская академия наук опубликовала статью «О разведении земляных яблок» — первую в России научную статью о возделывании картофеля. Немногим позже статьи о картофеле опубликовали Яков Сиверс (1767 год) и Андрей Болотов (1770 год). Однако на протяжении всего XVIII века массового распространения в России картофель так и не получил: помимо культурно-религиозных причин, довольно частые случаи отравления плодами «чёртова яблока» также приводили к тому, что в массе своей крестьянское население России картофель долго не принимало.
Тем не менее, благодаря инициативам графа Павла Киселёва, в 1840—1842 годах площади, выделенные под картофель, стали быстро увеличиваться: согласно распоряжению от 24 февраля 1841 года «О мерах к распространению разведения картофеля», губернаторы должны были регулярно отчитываться правительству о темпах увеличения посевов новой культуры. По всей империи разослали тридцать тысяч бесплатных наставлений по правильной посадке и выращиванию картофеля.
Активные действия правительства поначалу привели к волне «картофельных бунтов», причём страх народа перед нововведениями разделяли и некоторые просвещённые славянофилы. Например, княгиня Авдотья Голицына «с упорством и страстью отстаивала свой протест, которым довольно забавлялись в обществе». Она заявляла, что картошка «есть посягательство на русскую национальность, что картофель испортит и желудки, и благочестивые нравы наших искони и богохранимых хлебо- и кашеедов».
Но постепенно «картофельная революция» времён Николая I всё же увенчалась успехом: к концу XIX века в России под картофель было занято более 1,5 млн га, и к началу XX века этот овощ уже считался в России «вторым хлебом», то есть одним из основных продуктов питания.
Картофель культивируется в умеренной климатической зоне по всему земному шару; клубни картофеля составляют значительную часть пищевого рациона народов Северного полушария (русских, белорусов, украинцев, поляков, канадцев). Продовольственная и сельскохозяйственная организация ООН объявила 2008 год «Международным годом картофеля». В 1995 году картофель стал первым овощем, выращенным в космосе.

## Химический состав и питательная ценность
Химический состав клубней зависит от сорта, условий выращивания (климатических, погодных, типа почвы, применяемых удобрений, агротехники возделывания), зрелости клубней, сроков и условий хранения и др.
В среднем картофель содержит (в %): воды 75; крахмала 18,2; азотистых веществ (сырой белок) 2; сахаров 1,5; клетчатки 1; жиров 0,1; титруемых кислот 0,2; веществ фенольной природы 0,1; пектиновых веществ 0,6; прочих органических соединений (нуклеиновых кислот, гликоалкалоидов, гемицеллюлоз и др.) 1,6; минеральных веществ 1,1.
Условно различают сорта картофеля с высоким содержанием сухих веществ (более 25 %), средним (22—25 %) и низким (менее 22 %).
Крахмал составляет 70—80 % всех сухих веществ клубня. Находится крахмал в клетках в виде слоистых крахмальных зёрен размером от 1 до 100 мкм, но чаще 20—40 мкм. Содержание крахмала зависит от скороспелости сортов, которое выше у позднеспелых.
В процессе хранения количество крахмала в клубнях уменьшается в результате гидролитического распада его до сахаров. В большей мере снижается содержание крахмала при низкой температуре (1—2 °C).
Сахара в картофеле представлены глюкозой (около 65 % к общему сахару), фруктозой (5 %) и сахарозой (30 %), в незначительном количестве встречается мальтоза, обычно при прорастании картофеля. Наряду со свободными сахарами в картофеле имеются фосфорные эфиры сахаров (глюкозо-1-фосфат, фруктозо-6-фосфат и др.).
Клубни содержат в среднем
- воды — 76,3 %
- сухого вещества — 23,7 %, в том числе
  - крахмала — 17,5 %
  - сахаров — 0,5 %
  - белка — 1-2 %
  - минеральных солей — около 1 %

Максимальное содержание сухого вещества в клубнях — 36,8 % (29,4 % крахмала, 4,6 % витаминов С, B1, B2, B6, PP, К и каротиноидов).

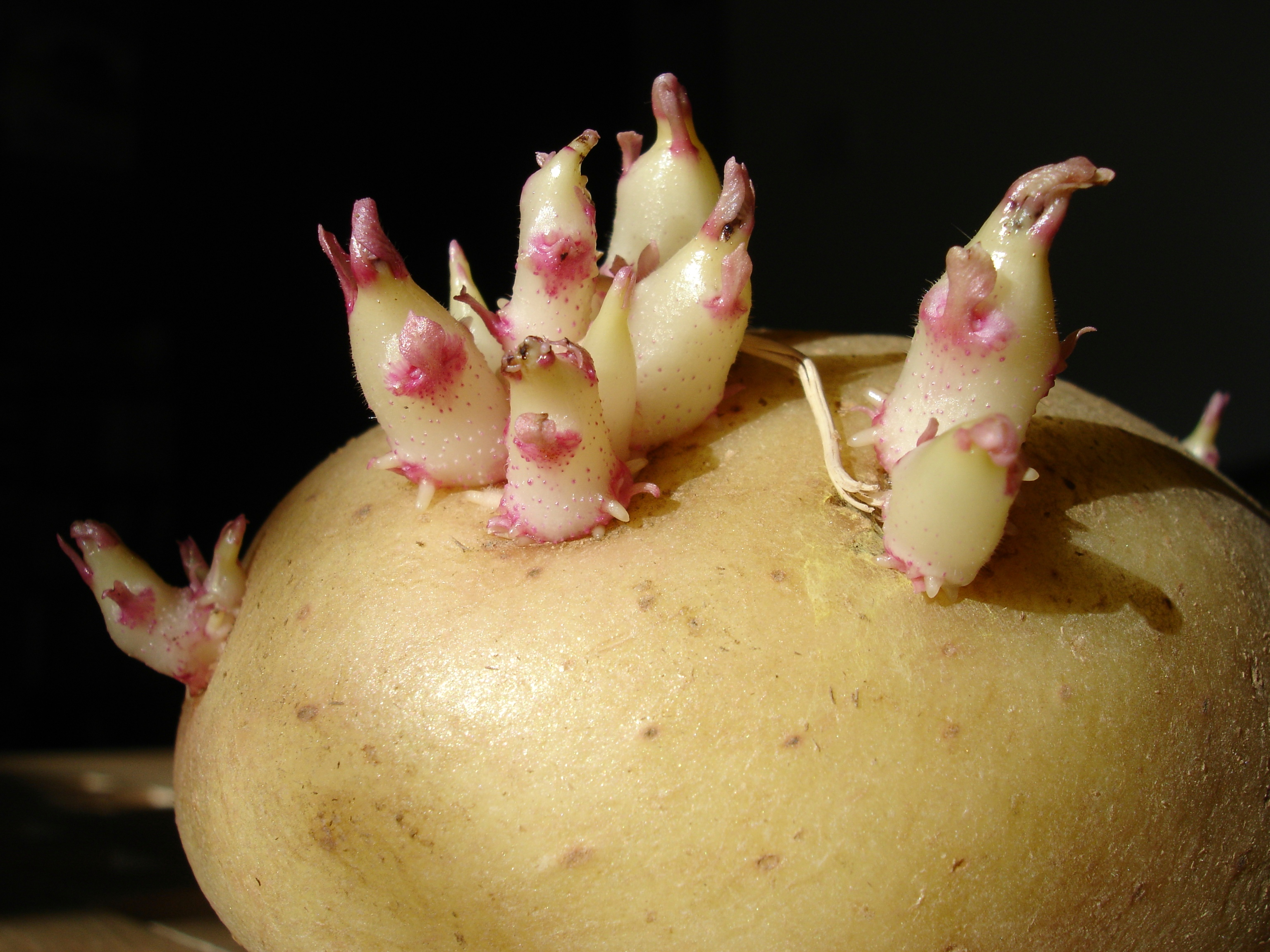
Клубень картофеля (Solanum tuberosum) с развивающимися из пазушных почек молодыми боковыми побегами — модифицированный подземный побег растения, утолщённый и с редуцированными листьями. Клубни развиваются, как правило, на концах столонов — боковых побегов корневища. Как и на большинстве вегетативных побегов, на клубне можно обнаружить придаточные почки (у картофеля их обычно называют «глазкѝ»). Клубни содержат богатые запасы питательных веществ, в основном, крахмала

В зрелом картофеле сахаров немного (0,5—1,5 %), но они могут накапливаться (до 6 % и более) или исчезать полностью, что наблюдается при длительном хранении. Решающим фактором при этом является температура. Биологической основой изменения содержания сахароз служит различная скорость одновременно протекающих в клубнях трёх основных процессов углеводного обмена: осахаривания крахмала, синтеза крахмала из сахаров и окислительного распада сахаров при дыхании. Эти процессы регулируются соответствующими ферментными системами. Установлено, что при температуре 10 °C в 1 кг клубней образуется 35,8 мг сахара и столько же расходуется, при меньшей температуре (0-10 °C) — наблюдается накопление сахара в клубне (по достижении определённого уровня содержание сахаров остаётся постоянным), а при температуре большей 10 °C сахар больше расходуется, чем образуется. Таким образом, накопление сахара можно регулировать, изменяя температуру хранения. Накопление сахаров в клубнях во время хранения значительно зависит и от сорта картофеля.
Повышение содержания сахаров более чем на 1,5—2 % отрицательно сказывается на качестве картофеля (при варке он темнеет за счёт образования меланоидинов, приобретает сладкий вкус и др.).
Сырой клетчатки в клубне содержится около 1 %, примерно столько же и гемицеллюлоз, главным образом пентозанов, составляющих вместе с клетчаткой основную массу клеточных стенок. Наибольшее количество клетчатки и пентозанов находится в перидерме, значительно меньше их в коре и ещё меньше в зоне сосудистых пучков и сердцевине.
Пектиновые вещества являются полимерными соединениями с большой молекулярной массой. Они построены из остатков галактуроновой кислоты, являющейся продуктом окисления галактозы. Среднее содержание пектиновых веществ в картофеле составляет 0,7 %. Эти вещества неоднородны и встречаются в виде протопектина, пектина, пектиновой и пектовой кислот. Последние три соединения обычно называют пектинами (пектином).
Протопектин нерастворим в воде и находится в связанном состоянии, образуя межклеточную прослойку в растительных тканях. Он служит как бы цементирующим материалом для клеток, обусловливая твёрдость тканей. Существует мнение, что протопектин состоит из молекул пектиновых кислот, цепочки которых связаны между собой через ионы кальция, магния и фосфорнокислые «мостики»; при этом молекула протопектина может образовывать комплексы с целлюлозой и гемицеллюлозами.
Под действием ферментов, при кипячении в воде, нагревании с разбавленными кислотами и щелочами происходят гидролиз протопектина с образованием растворимого в воде пектина. Этим объясняется размягчение картофеля в процессе варки.
Пектин является сложным эфиром метилового спирта и пектиновой кислоты. Молекулы пектиновой кислоты содержат мало метоксильных групп, а молекулы пектовой кислоты не содержат их вовсе. Все эти соединения растворимы в воде, находятся в клеточном соке.
Пектиновые вещества, обладая большой гидрофильностью, способностью к набуханию и коллоидным характером растворов, играют важную роль в качестве регуляторов водного обмена в растениях, а в продуктах — в формировании их структуры.
Азотистые вещества в картофеле составляют 1,5—2,5 %, из них значительная часть — белки. Белкового азота в целом в 1,5—2,5 раза больше, чем небелкового. Среди небелковых веществ в заметных количествах содержатся свободные аминокислоты и амиды. Незначительная часть азота представлена в нуклеиновых кислотах, некоторых гликозидах, витаминах группы В, в виде аммиака и нитратов.
Основной белок картофеля — туберин — является глобулином (55—77 % всех белков); на долю глутаминов приходится 20—40 %. По биологической ценности белки картофеля превосходят белки многих зерновых культур и мало уступают белкам мяса и яйца. Полноценность белков определяется составом аминокислот и, в частности, соотношением незаменимых аминокислот. В картофельном белке и в составе свободных аминокислот картофеля содержатся все аминокислоты, встречающиеся в растениях, в том числе в удачном соотношении незаменимые: лизин, метионин, треонин, триптофан, валин, фенилаланин, лейцин, изолейцин.

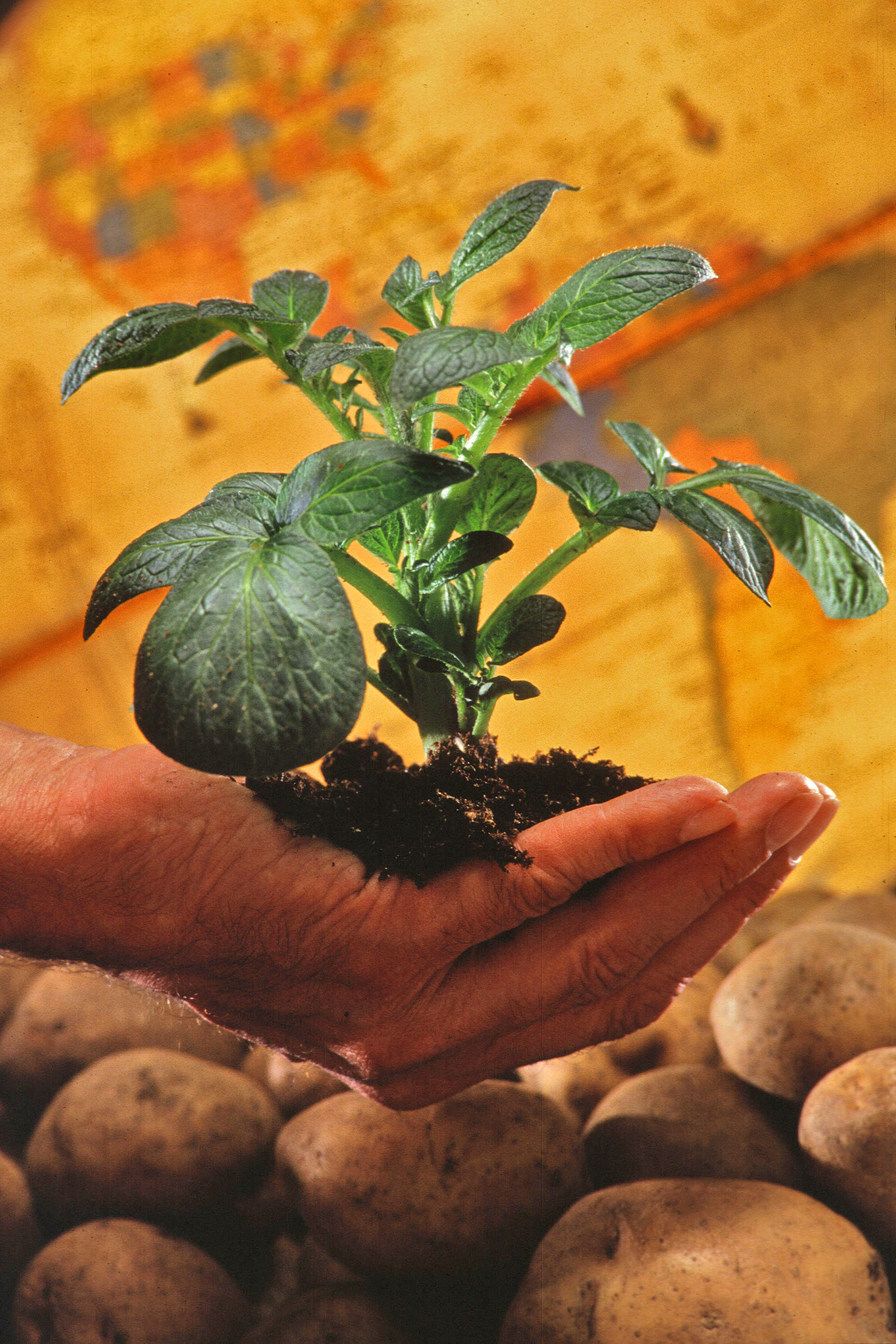
Саженец картофеля

Из амидов в клубнях содержатся аспарагин и глутамин; среди азотсодержащих гликозидов — соланин и чаконин, обусловливающие горечь кожицы, иногда и мякоти, сосредоточенные в основном в покровных тканях и верхних слоях клубня. Содержание гликоалкалоидов (соланина) в картофеле около 10 мг%. повышается при прорастании клубней и хранении на свету. Азотистые вещества распределены в клубне неравномерно: меньше в зоне сосудистых пучков, увеличиваясь в направлениях к поверхности клубня и внутрь. Содержание белка наибольшее в коре и зоне сосудистых пучков и уменьшается к внутренней сердцевине, а небелкового азота, наоборот, больше всего во внутренней сердцевине и уменьшается к поверхности клубня.
Ферменты представляют собой органические катализаторы, образующиеся в живых клетках в незначительных количествах в клубнях картофеля особое место занимают гидролазы — амилаза (α и β), сахараза (инвертаза); оксидоредуктазы — полифенолоксидаза (тирозиназа), пероксидаза, аскорбиназа, каталаза и др.; эстеразы — фосфорилаза и др.
Амилаза осуществляет гидролиз крахмала до мальтозы и декстринов, инвертаза расщепляет сахарозу на глюкозу и фруктозу. Полифенолоксидаза окисляет фенольные соединения, а пероксидаза, кроме того, и ароматические амины. Каталаза разлагает пероксид водорода на воду и кислород. Оксидоредуктазы играют важную роль в дыхании.
Важной задачей при производстве картофелепродуктов является инактивация ферментов. В процессе технологической обработки разрушается наружный слой картофеля. Создаются благоприятные условия для взаимодействия легкоокисляющихся веществ (полифенолов) с кислородом воздуха при катализирующем действии окислительных ферментов (пероксидазы и др.). В результате образуются тёмноокрашенные вещества — меланины, которые ухудшают внешний вид и другие качества продуктов. Предотвращение ферментативных реакций достигается рядом мер: термической обработкой, в результате которой белковый носитель свёртывается, что приводит к инактивации ферментов; применением веществ (ингибиторов), образующих комплексы с хинонами перед их полимеризацией; связыванием ионов тяжёлых металлов.
В качестве ингибиторов ферментативных реакций наиболее часто применяются сернистые соединения, аскорбиновая кислота, лимонная кислота и другие.
Витамины обусловливают биологическую ценность картофеля как пищевого продукта. В клубнях картофеля в среднем содержится (в мг на 100г): витамина С 12; РР 0,57; В1 0,11; В2 0,66; B6 0,22; пантотеновой кислоты 0,32; каротина (провитамина А) следы; инозита 29. В незначительных количествах обнаружены биотин (витамин Н) и витамины Е, К и др.
Органические кислоты обусловливают кислотность клеточного сока картофеля. Значение рН для картофеля установлено в пределах 5,6—6,2. Картофель содержит лимонную, яблочную, щавелевую, изолимонную, молочную, пировиноградную, винную, хлорогеновую, хинную и другие органические кислоты. Наиболее богат картофель лимонной кислотой. При переработке на крахмал 1 т картофеля дополнительно получают не менее 1 кг лимонной кислоты. Из минеральных кислот в клубнях преобладает фосфорная, по содержанию которой можно судить о накоплении фосфора.
Жиры и липиды в картофеле составляют в среднем 0,10— 0,15 % сырой массы. В жирах обнаружены пальмитиновая, миристиновая и линоленовая кислоты. Две последние имеют важное пищевое значение, так как они не синтезируются в организме животных.
Большое значение имеет картофель как источник минеральных веществ. В картофеле они в основном представлены солями калия и фосфора; имеются также натрий, кальций, магний, железо, сера, хлор и микроэлементы — цинк, бром, кремний, медь, бор, марганец, йод, кобальт и др. Общее содержание золы в клубне около 1 %, в том числе (в мг%): K2O — около 600, Р — 60, — 21, Mg — 23, Са — 10. Распределены минеральные вещества в клубне неравномерно: больше всего их в коре, меньше — в наружной сердцевине, в верхушечной части больше, чем в основании.
Минеральные элементы в клубне в основном находятся в легкоусвояемой форме и представлены щелочными солями, которые содействуют поддержанию щелочного равновесия в крови.
Из красящих веществ в клубнях содержатся каротиноиды: 0,14 мг% в клубнях с жёлтой мякотью и около 0,02 мг% в клубнях с белой мякотью. В кожице найдены также флавоны, флавононы и антоцианы (цианидин, дельфинидин). Растение содержит кумарины, в том числе скополетин.
Плоды и наземные части растения и долгохранящиеся клубни картофеля содержат алкалоид соланин, который может вызывать отравления у человека и животных.
Потребление 300 г картофеля обеспечивает получение организмом более 10 % энергии, почти полную норму витамина С, около 50 % калия, 10 % фосфора, 15 % железа, 3 % кальция.

## Применение

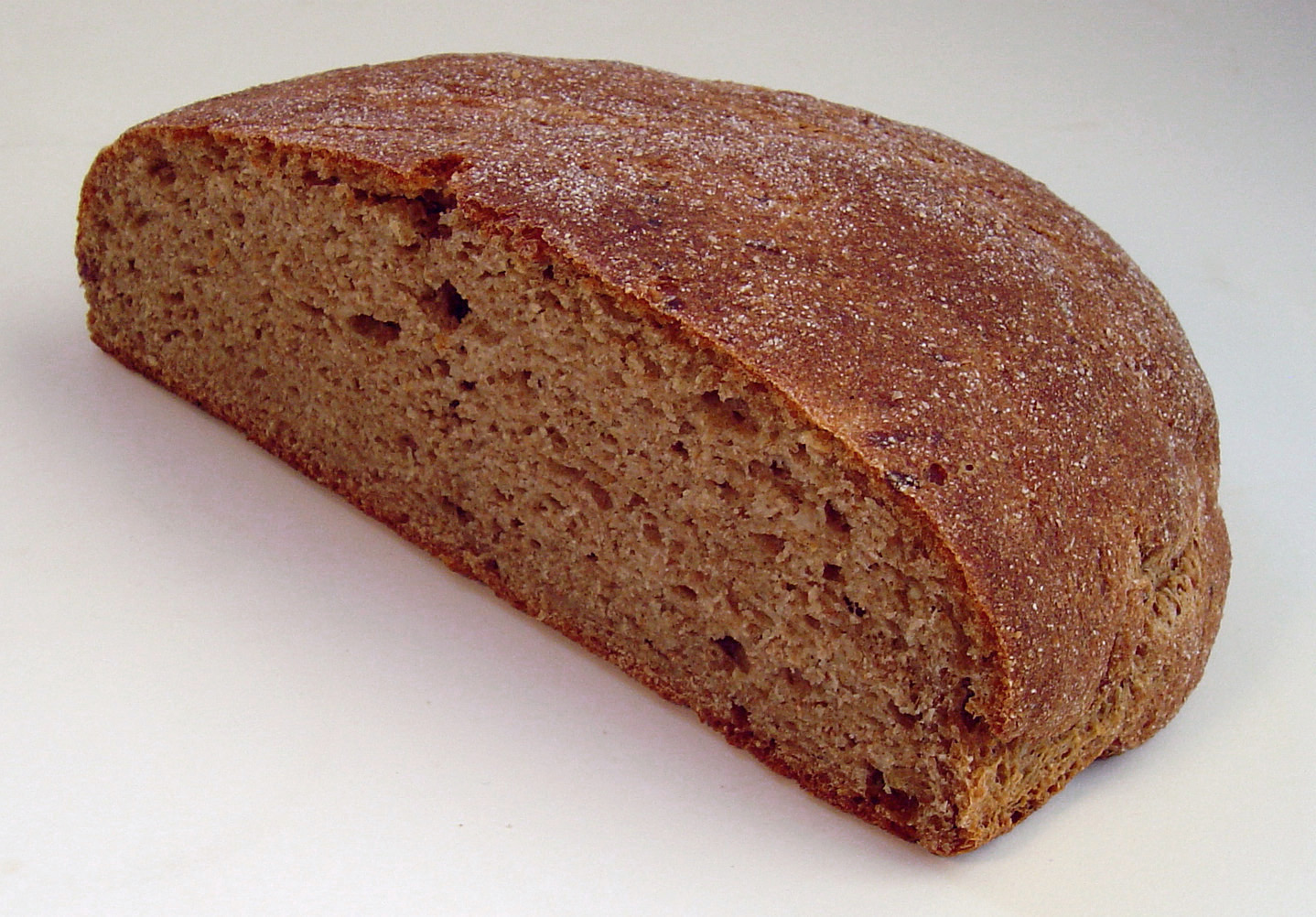
Картофельный хлеб

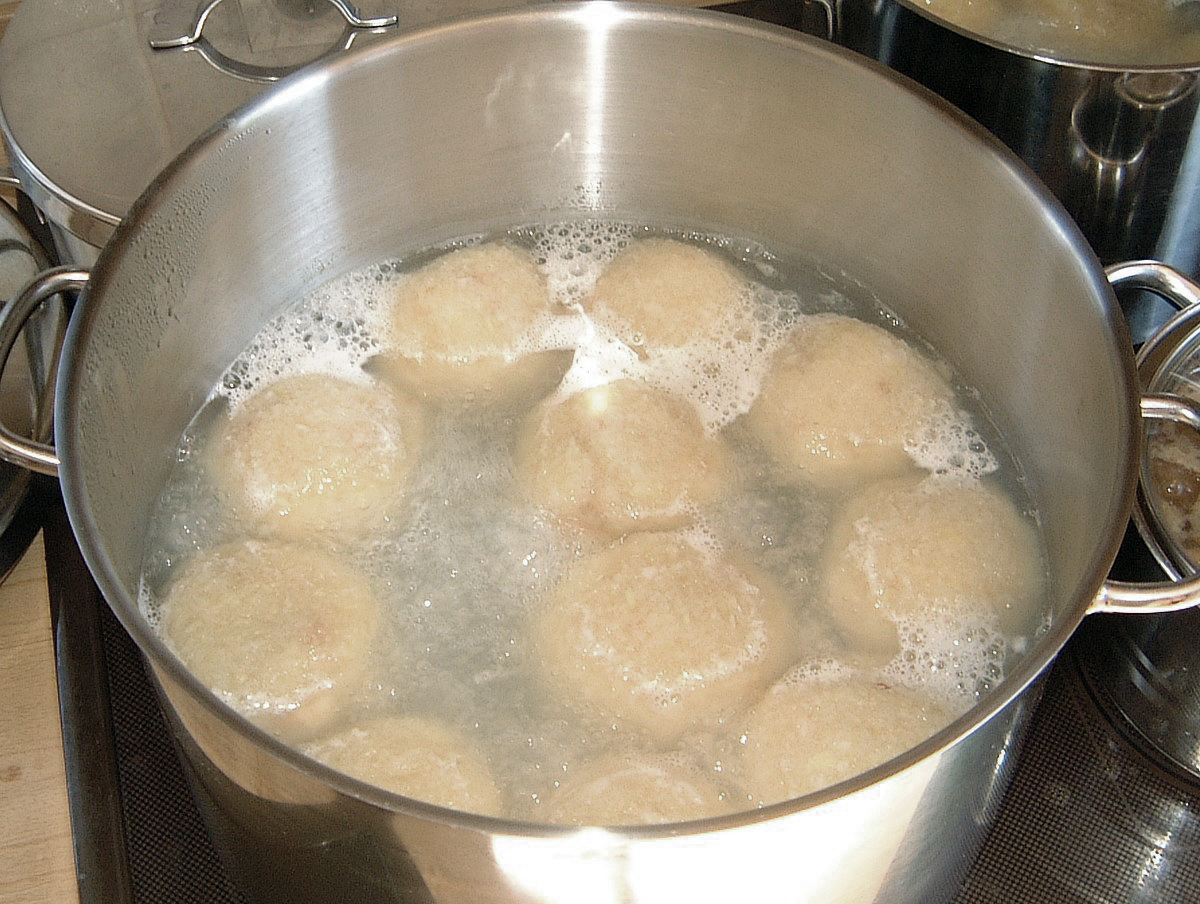
Баварский картофельный кнёдль во время приготовления

Картофель варят как очищенным, так и неочищенным («в мундире»), что позволяет сохранить максимум полезных веществ. Его также готовят на углях или на пару, тушат, жарят во фритюре (см. картофель фри) и без него (см. жареный картофель). Картофель используется как в простых, так и в изысканных блюдах — для приготовления картофельного салата, картофельного пюре, супов, закусок вроде чипсов, дижестивов и даже десертов. Особо ценится «молодой» картофель, который, в отличие от старого, имеет тонкую кожуру и более тонкий вкус.
Один из рецептов приготовления традиционного русского блюда — блинов — предполагает использование картофеля вместо муки.
Ботва и отходы промышленной переработки клубней (барда, мезга) могут использоваться в качестве корма для скота.
Приспособления для очистки и нарезки картофеля:
- ножи для чистки картофеля
- электромеханические картофелечистки бытовые
- овощечистки

## Влияние на организм
Низкое и умеренное потребление картофеля было связано с более низкой смертностью от всех причин в Китае. Потребление картофеля потенциально связано с гипертонией у населения Китая. Частое (5+ порций в неделю) потребление картофеля было связано с более высоким риском развития ишемической болезни сердца среди 148 671 участника программы «Миллион ветеранов» (MVP). Высокое потребление картофеля может быть тесно связано с повышенным риском развития диабета.
Гликемический индекс картофеля, распространённого в Северной Америке: для варёного картофеля, употребляемого в холодном виде — 56; жареный калифорнийский белый картофель — 72; варёный красный картофель — 89. Людям, которые хотят свести к минимуму гликемический индекс, можно посоветовать предварительно готовить картофель и употреблять его в холодном или подогретом виде.

## Картофелеводство

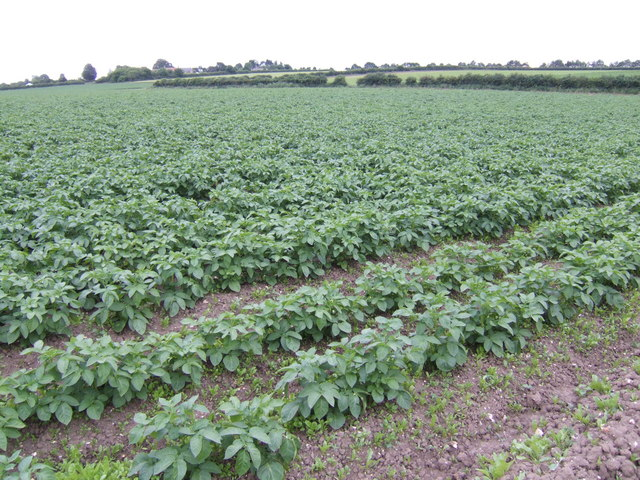
Картофельное поле

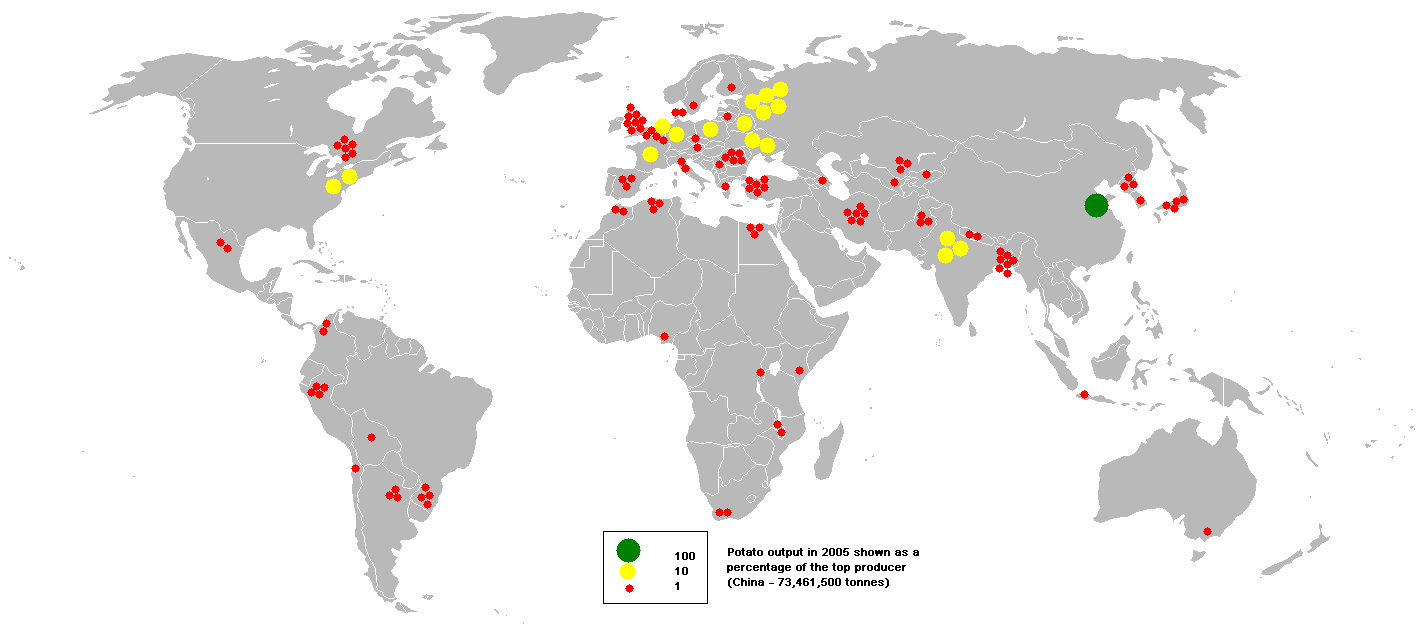
Производство картофеля по странам мира. Данные 2005 года

Выращивание картофеля как сельскохозяйственной культуры распространено во многих странах. Кроме непосредственного употребления клубней картофеля в пищу, из них также получают крахмал, производят чипсы и другие продукты.
Картофель размножают вегетативно — небольшими клубнями или частями клубней (и для целей селекции — семенами или листоклубнями(черенкованием)). Они высаживаются на глубину от 5 до 10 см.
Прорастание почек клубней в почве начинается при 5—8 °C (оптимальная температура для прорастания картофеля 15—20 °C). Для фотосинтеза, роста стеблей, листьев и цветения — 16—22 °C. Наиболее интенсивно клубни образуются при ночной температуре воздуха 10—13 °C. Высокая температура (ночная около 20 °C и выше) вызывает тепловое вырождение. Из семенных клубней развиваются растения с резко пониженной продуктивностью. Всходы и молодые растения повреждаются при заморозках в −2 °C. Транспирационный коэффициент картофеля в среднем 400—500.
Наибольшее количество воды растение потребляет во время цветения и клубнеобразования. Картофель требователен к режиму полива, избыток влаги для него вреден.
На формирование надземной части и клубней расходуется много питательных веществ, особенно в период максимальных приростов вегетативной массы и начала клубнеобразования. При урожае 200—250 ц с 1 га растения извлекают из почвы 100—175 кг азота, 40—50 кг фосфора и 140—230 кг калия.
Лучшие для картофеля почвы — чернозёмы, дерново-подзолистые, серые лесные, осушенные торфяники; по механическому составу — супеси, лёгкие и средние суглинки. Для картофеля желательна рыхлая почва.
При хорошей обработке почвы и правильном применении удобрений картофель даёт высокие урожаи даже при длительном выращивании на одном и том же месте.
Картофель отзывчив на внесение удобрений. Лучшими удобрениями служат калийные соли, затем костная мука, известь, перепревший навоз (не кислый, например, в смеси с той же известью). Избыток азотных удобрений в почве нежелателен, так как это способствует разрастанию ботвы в ущерб образованию клубней.

### Производство картофеля
В 2005 году лидером по производству картофеля был Китай, на 2-м месте с заметным отставанием — Россия и Индия; а по производству на душу населения — Беларусь.
| Страна         | 2005   | 2014   | 2016   | 2018   | 2019   | 2020   |
| -------------- | ------ | ------ | ------ | ------ | ------ | ------ |
| Китай          | 70 869 | 84 155 | 84 928 | 90 259 | 91 881 | 78 184 |
| Индия          | 28 787 | 46 395 | 43 417 | 48 529 | 50 190 | 51 300 |
| Украина        | 19 462 | 23 693 | 21 750 | 22 504 | 20 269 | 20 838 |
| Россия         | 28 136 | 31 501 | 22 463 | 22 395 | 22 075 | 19 607 |
| США            | 19 222 | 20 057 | 20 426 | 20 607 | 19 182 | 18 790 |
| Германия       | 11 624 | 11 607 | 10 772 | 8 921  | 10 602 | 11 715 |
| Бангладеш      | 4 855  | 8 950  | 9 474  | 9 744  | 9 655  | 9 606  |
| Франция        | 6 604  | 8 085  | 6 955  | 7 871  | 8 560  | 8 692  |
| Польша         | 10 369 | 7 689  | 8 872  | 7 478  | 6 481  | 7 848  |
| Нидерланды     | 6 777  | 7 100  | 6 534  | 6 030  | 6 961  | 7 021  |
| Великобритания | 5 979  | 5 911  | 5 395  | 5 028  | 5 252  | 5 520  |
| Перу           | 3 289  | 4 705  | 4 514  | 5 121  | 5 331  | 5 467  |
| Канада         | 4 443  | 5 643  | 5 346  | 5 791  | 5 410  | 5 295  |
| Беларусь       | 8 185  | 6 280  | 5 984  | 5 865  | 6 105  | 5 231  |
| Египет         | 3 167  | 4 611  | 4 113  | 4 896  | 5 078  | 5 216  |
| Турция         | 4 090  | 4 166  | 4 750  | 4 550  | 4 980  | 5 200  |
| Алжир          | 2 157  | 4 673  | 4 759  | 4 653  | 5 020  | 4 659  |
| Пакистан       | 2 025  | 2 901  | 3 977  | 4 592  | 4 869  | 4 553  |
| Иран           | 4 830  | 4 988  | 4 995  | 5 321  | 3 674  | 4 475  |
| Казахстан      | 2 521  | 3 411  | 3 546  | 3 807  | 3 912  | 4 007  |

Согласно статистике ФАО, в 2004 году из корнеплодов выращено более всего (в миллионах тонн):
|  |  |

|  |  |

|  |  |

|  |  |

|  |  |

|  |  |

|    | 2019 год       | Посевная площадь (тыс. га) | Урожайность (ц/га) | Производство (млн т) | Доля в мире |
| -- | -------------- | -------------------------- | ------------------ | -------------------- | ----------- |
| 1  | Китай          | 4915                       | 187                | 91,881               | 24,80 %     |
| 2  | Индия          | 2173                       | 231                | 50,190               | 12,54 %     |
| 3  | Россия         | 1239                       | 178                | 22,075               | 5,96 %      |
| 4  | Украина        | 1309                       | 155                | 20,269               | 5,47 %      |
| 5  | США            | 381                        | 503                | 19,182               | 5,18 %      |
| 6  | Германия       | 272                        | 390                | 10,602               | 2,86 %      |
| 7  | Бангладеш      | 468                        | 206                | 9,655                | 2,61 %      |
| 8  | Франция        | 207                        | 413                | 8,560                | 2,31 %      |
| 9  | Нидерланды     | 166                        | 420                | 6,961                | 1,88 %      |
| 10 | Польша         | 302                        | 214                | 6,482                | 1,75 %      |
| 11 | Беларусь       | 267                        | 229                | 6,105                | 1,65 %      |
| 12 | Канада         | 138                        | 391                | 5,410                | 1,46 %      |
| 13 | Перу           | 330                        | 162                | 5,331                | 1,44 %      |
| 14 | Великобритания | 144                        | 365                | 5,252                | 1,42 %      |
| 15 | Египет         | 175                        | 290                | 5,078                | 1,37 %      |
| 16 | Алжир          | 158                        | 318                | 5,020                | 1,36 %      |
| 17 | Турция         | 141                        | 354                | 4,980                | 1,34 %      |
| 18 | Бельгия        | 98                         | 410                | 4,028                | 1,09 %      |
|    | Весь мир       | 17 341                     | 213                | 370,437              | 100 %       |

### Международный рынок картофеля
В 2017 году международный рынок картофеля оценён в 4,14 млрд долл. США.
Крупнейшими экспортёрами картофеля являлись такие страны, как:
- Нидерланды (733 млн $) — 18 % от мирового оборота
- Франция (683 млн $) — 16 % от мирового оборота
- Германия (408 млн $) — 10 % от мирового оборота
- Египет (301 млн $) — 7 % от мирового оборота
- США (244 млн $) — 6 % от мирового оборота

Крупнейшими импортёрами —
- Бельгия и Люксембург (450 млн $) — 11 % от мирового оборота (на оба государства)
- Нидерланды (320 млн $) — 8 % от мирового оборота
- Германия (244 млн $) — 6 % от мирового оборота
- Испания (225 млн $) — 5 % от мирового оборота
- США (224 млн $) — 5 % от мирового оборота

Доля России примерно 0,45 % в экспорте (порядка 18 млн долл. США) и 4,7 % в импорте (порядка 193 млн долл. США)

### Урожайность картофеля
Урожайность картофеля зависит от массы факторов: от климатических и погодных условий, от качества почвы вообще и от качества обработки её перед посадкой картофеля, от выбранного сорта картофеля, от здоровья клубней до посадки и во время прорастания, от правильно и вовремя проведённой профилактики всевозможных «картофельных» заболеваний, от вовремя внесённых в почву удобрений и ещё от множества факторов.

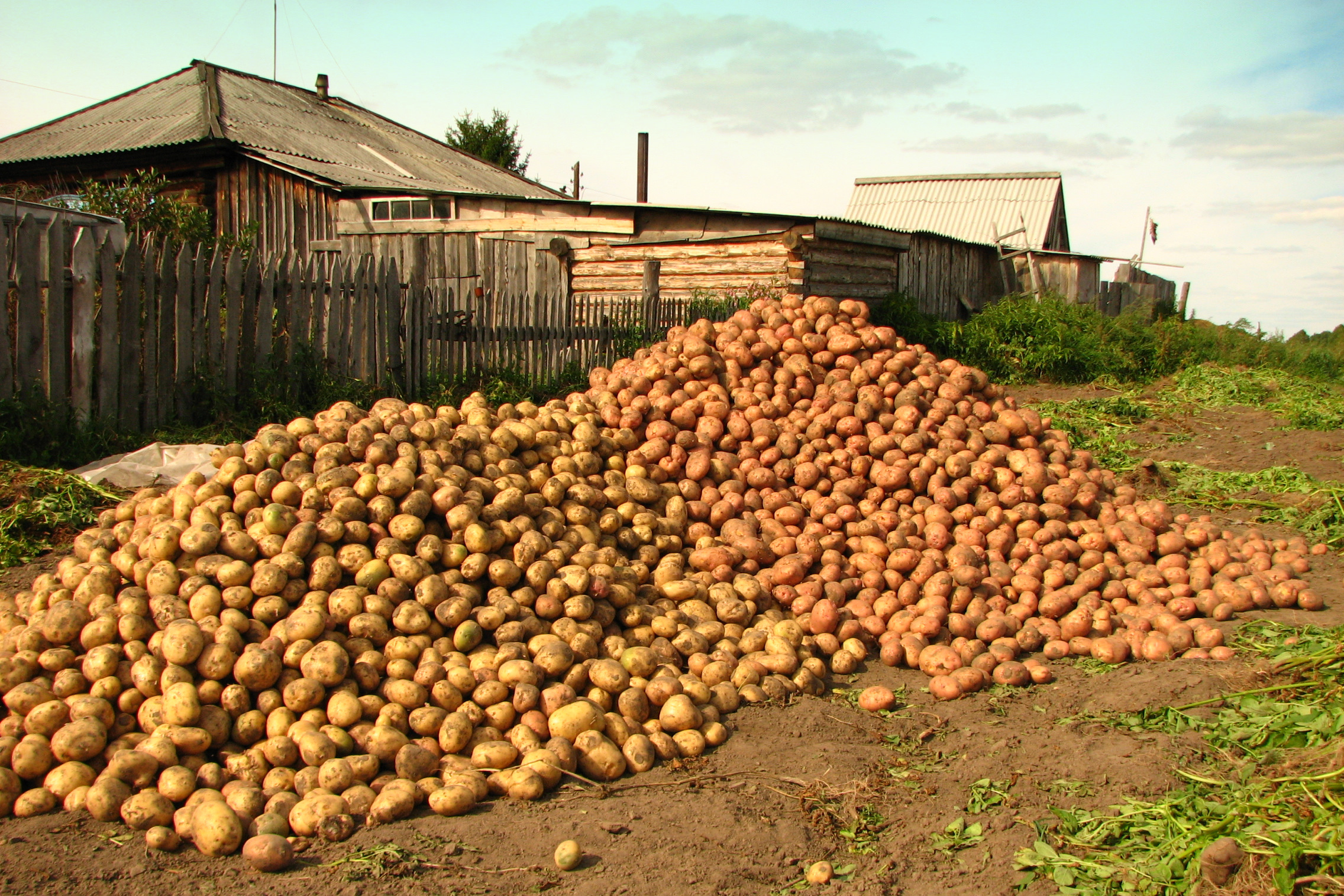
Урожай картофеля в селе Бутаково, Омская область

Существующие крупнотоварные производства картофеля в России показывают урожайность больше, чем у лидеров рынка — Китая и Индии. В 2015 году крупные производители картофеля обеспечили рекордную за последние 10 лет урожайность — 23,4 тонны/га. Объём мирового рынка картофеля в 2015 году составил 3,7 млрд $ или, в натуральном выражении, 12 млн тонн. Таким образом, на рынке торгуется не более 3 % от мирового урожая картофеля.

### Сорта

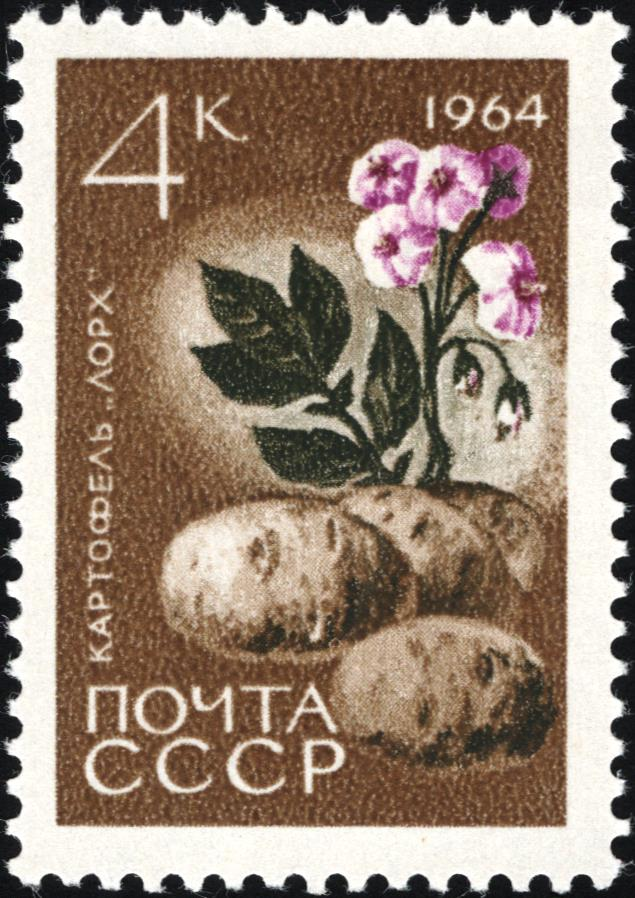
Почтовая марка СССР. 1964. Сельскохозяйственные культуры СССР. Картофель «Лорх»

Существует огромное количество сортов картофеля — около 5 тысяч. Они различаются по срокам созревания, урожайности, устойчивости к болезням.
В Российский Государственный реестр селекционных достижений, допущенных к использованию в 2021 году, включено 490 сортов картофеля, из них — 13 новых и 241 охраняемый.
В зависимости от использования различают четыре основные группы сортов: столовые, технические, кормовые и универсальные.
Самые распространённые в культуре столовые сорта имеют нежную мякоть, не темнеют, содержат 12—16 % крахмала, богаты витамином C. Их клубни по большей части округлые или овальные, с поверхностным размещением глазков.
Клубни технических сортов характеризуются высоким содержанием крахмала — свыше 18 %.
В кормовом картофеле, по сравнению с другими группами, более высокое содержание белков (до 2—3 %) и сухих веществ.
Универсальные сорта по содержанию крахмала и белков и вкусовым качествам клубней занимают промежуточное место между столовыми и техническими сортами.

#### Популярные сорта картофеля

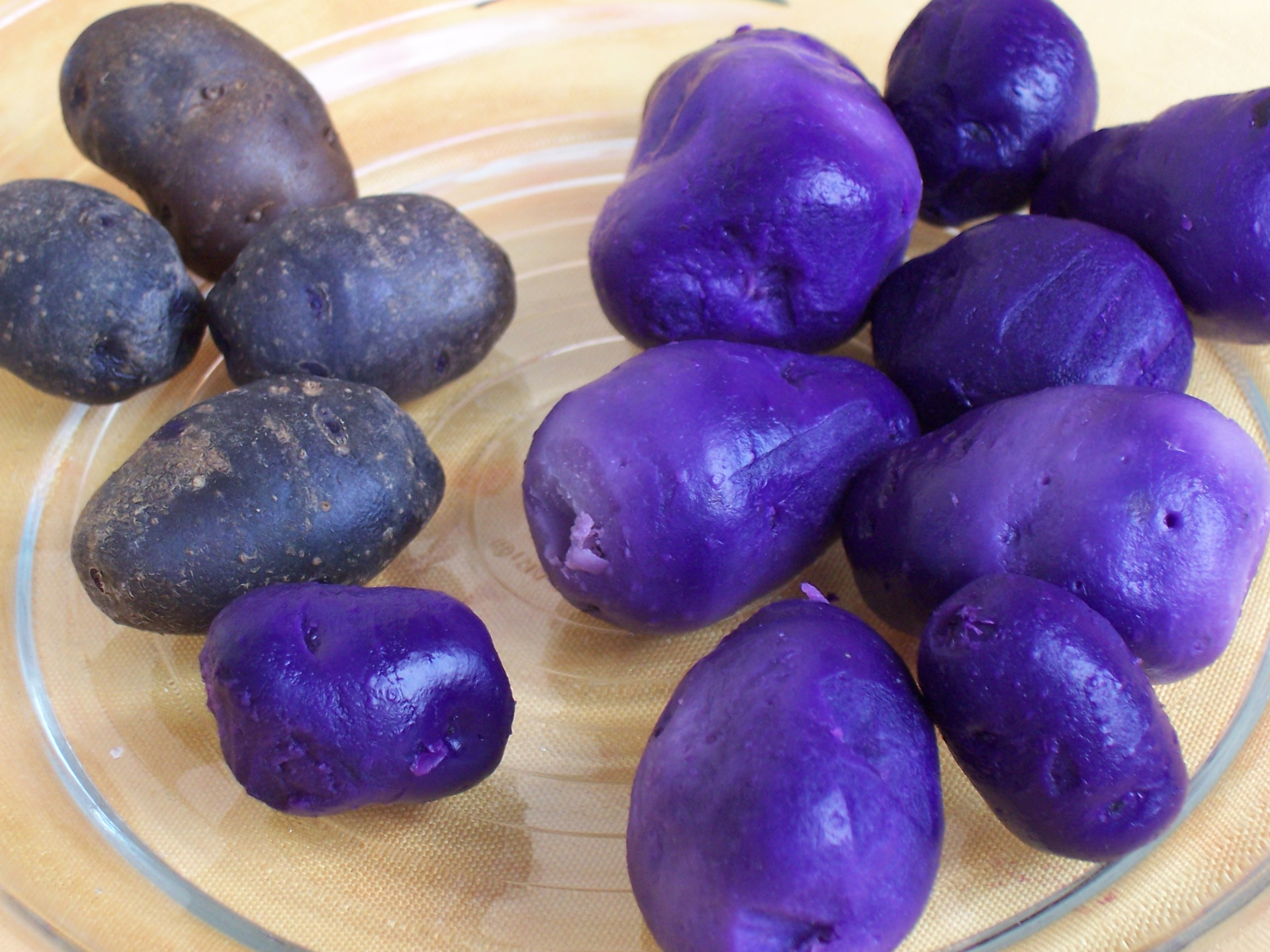
Синие клубни сорта 'Vitelotte' остаются такими даже после варки

Адретта, Беллароза, Берегиня, Бородянска розовая, Велокс, Витязь, Винета, Витара, Водопад, Воловецка, Гатчинский, Голдика, Древлянка, Джелли, Ертиштольц, Житомирянка, Зарево, Зов, Икар, Кобза, Колетте, Ласунак, Лорх, Луговска, Нимфа, Невский, Незабудка, Нора, Панда, Петланд Дел, Полесская розовая, Посвит, Пост-86, Подснежник, Радомишльска, Розалинд, Розара, Сантана, Сатину, Сатурна, Синеглазка, Рассвет киевский, Слава, Солара, Темп, Украинская розовая, Фельсина.
Рейтинг 10 сортов лидеров картофеля по объёмам высева в Российской Федерации, по данным мониторинга ФГБУ «Россельхозцентр» в 2021 году:
|    | Сорт            | Срок созревания, дней | Урожайность, ц/га |
| -- | --------------- | --------------------- | ----------------- |
| 1  | Гала            | 75—80                 | до 400—700        |
| 2  | Ред Скарлетт    | 70—80                 | до 400            |
| 3  | Леди Клэр       | 65—75                 | 140—267           |
| 4  | Коломба         | 50—65                 | 224—422           |
| 5  | Розара          | 50—65                 | 350—400           |
| 6  | Королева Анна   | 80—85                 | 393—457           |
| 7  | Инноватор       | 75—85                 | 320—330           |
| 8  | Невский         | 70—85                 | 380—500           |
| 9  | Ривьера         | 80                    | до 450            |
| 10 | Венета (Винета) | 65—75                 | до 400            |

| Сорт          | Срок созревания, дней | Урожайность, ц/га |
| ------------- | --------------------- | ----------------- |
| Ариэль        | 65—70 (45)            | 304—533           |
| Бельмонда     | 70—80                 | 450—800           |
| Вектор        | 115—120               | до 673            |
| Вентана       | 75—90                 | 218—491           |
| Гусар         | 85—90                 | 239—532           |
| Крона (Кроне) | 85—100                | 430—650           |
| Кумач         | 80—95                 | 241—558           |
| Милена        | 70—90                 | 450—600           |
| Пламя         | 80—90                 | 203—516           |
| Санте (Санта) | 85—90                 | 300—570           |
| Тирас         | 70—80 (два урожая)    | 210—460           |
| Фламинго      | 70—80                 | 198—517           |

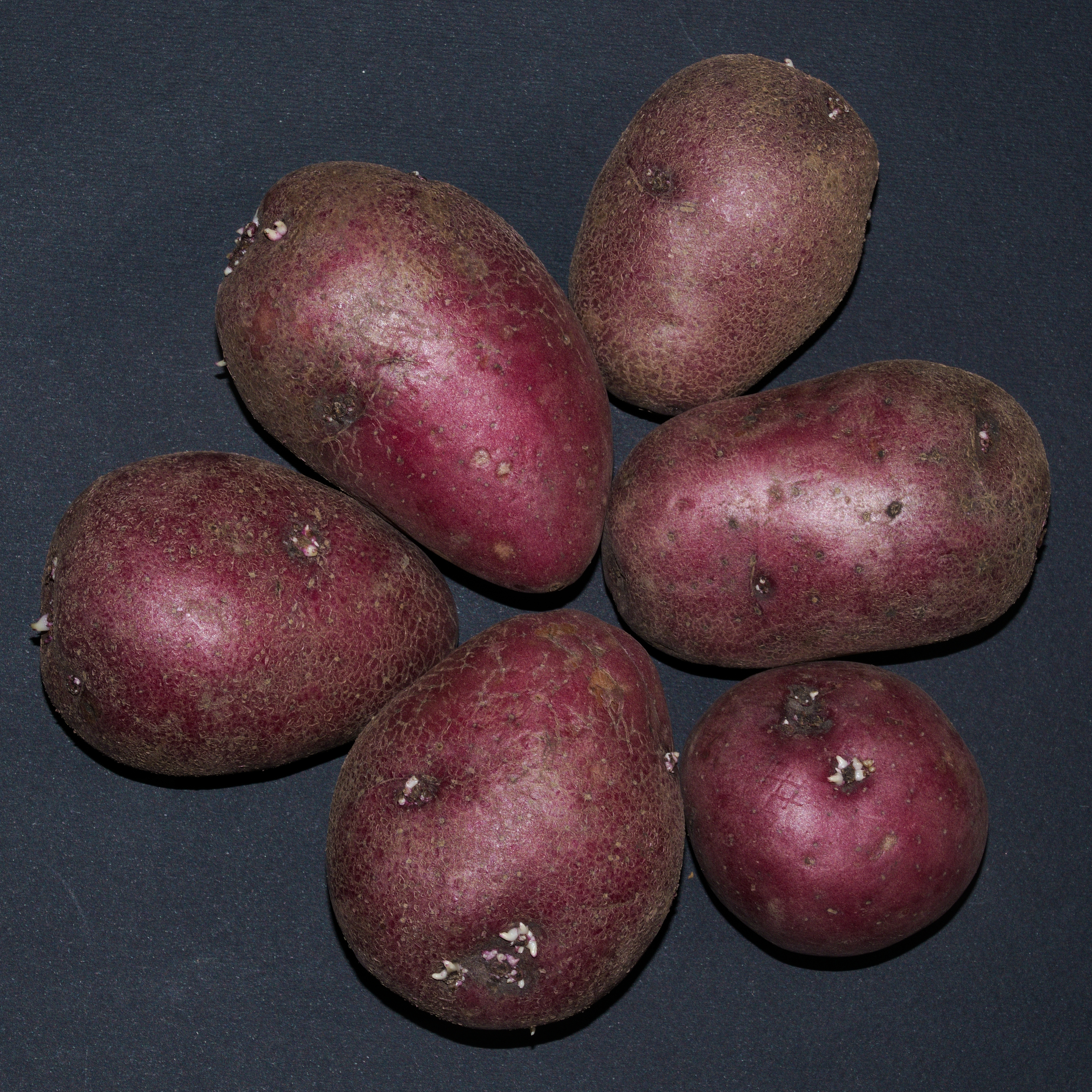
Ред Скарлетт

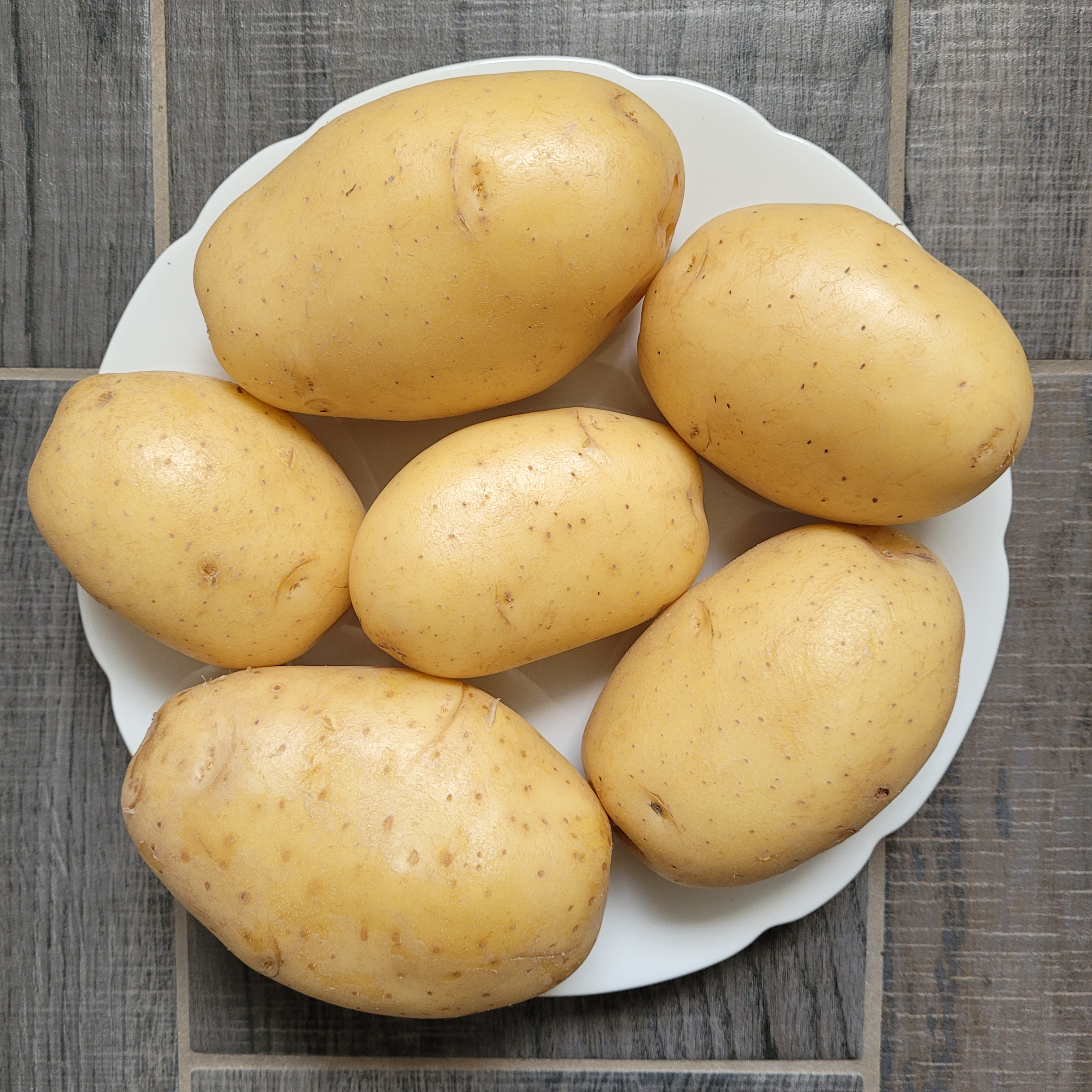
Коломба

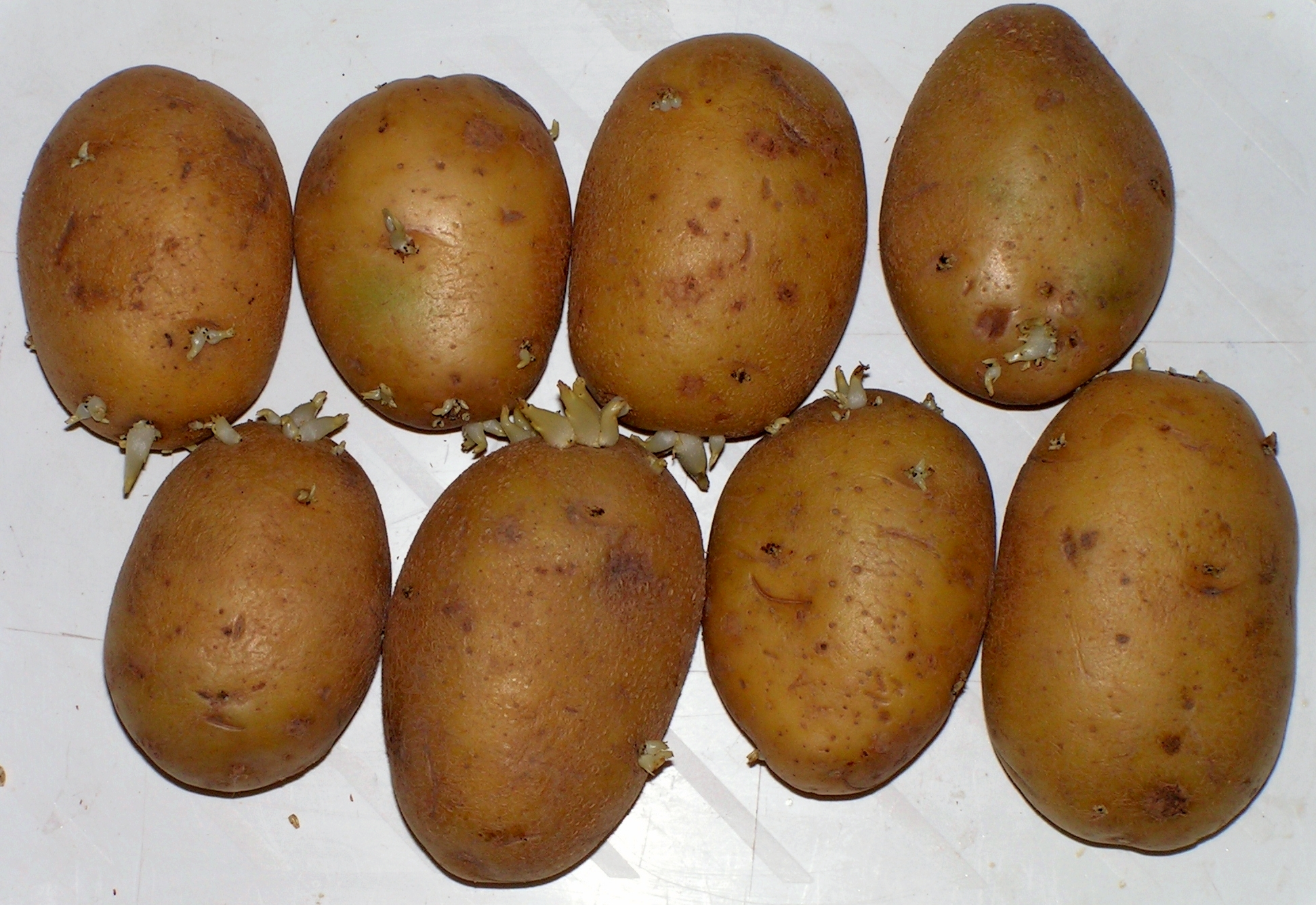
Винета

Классификация сортов картофеля по срокам созревания выглядит следующим образом:
- Сверхранние (34—36 дней)
- Ранние (40—50 дней)
- Среднеранние (50—65 дней)
- Среднеспелые (65—80 дней)
- Среднепоздние (80—100 дней)

При этом полный срок созревания — +15…20 дней. Урожайность достигает максимума в конце вегетации, но и при минимальном сроке возделывания картофель приносит в среднем около половины максимального урожая. Поэтому картофель пригоден для выращивания даже на Крайнем Севере, где вегетационный период составляет менее 60 дней в году.
Один из самых распространённых сортов с синеватой кожурой, выращиваемых на российских огородах — «синеглазка». Научное название этого сорта — «Ганнибал», в честь Абрама Ганнибала, который якобы первым провёл опыты по селекции и хранению картофеля в России.
Самый дорогой в мире картофель называется «La Bonnotte». Крестьяне, которые живут на островке Нуармутье, собирают не более 100 тонн этого сорта в год. Так как клубень этого сорта исключительно нежен, собирать его можно только вручную. Стоимость — примерно 500 евро за килограмм.

### Вредители и заболевания
- Колорадский жук — насекомое семейства жуков-листоедов. Жуки и личинки колорадского жука питаются листьями паслёновых культур: картофеля, томата, баклажана, реже — табака, что делает их опасными вредителями сельского хозяйства.
- Жуки-щелкуны — насекомые отряда жесткокрылых представляют опасность для посадок картофеля прежде всего своими личинками, называемыми проволочниками. Проволочники повреждают клубни и стебли вгрызаясь в них, образуя повреждения в виде дыр и ходов. Растения, повреждённые проволочником, отстают в росте и дают меньший урожай, товарная ценность повреждённого картофеля падает. В ходы, проделанные проволочником, внедряются грибки и бактерии, вызывая гниль, что ухудшает сохранность урожая во время хранения.
- Картофельные коровки — два вида божьих коровок: Henosepilachna vigintioctomaculata и Henosepilachna vigintioctopunctata, жуки и личинки которых питаются ботвой картофеля, чем снижают урожайность, размер клубней и содержания в них крахмала.

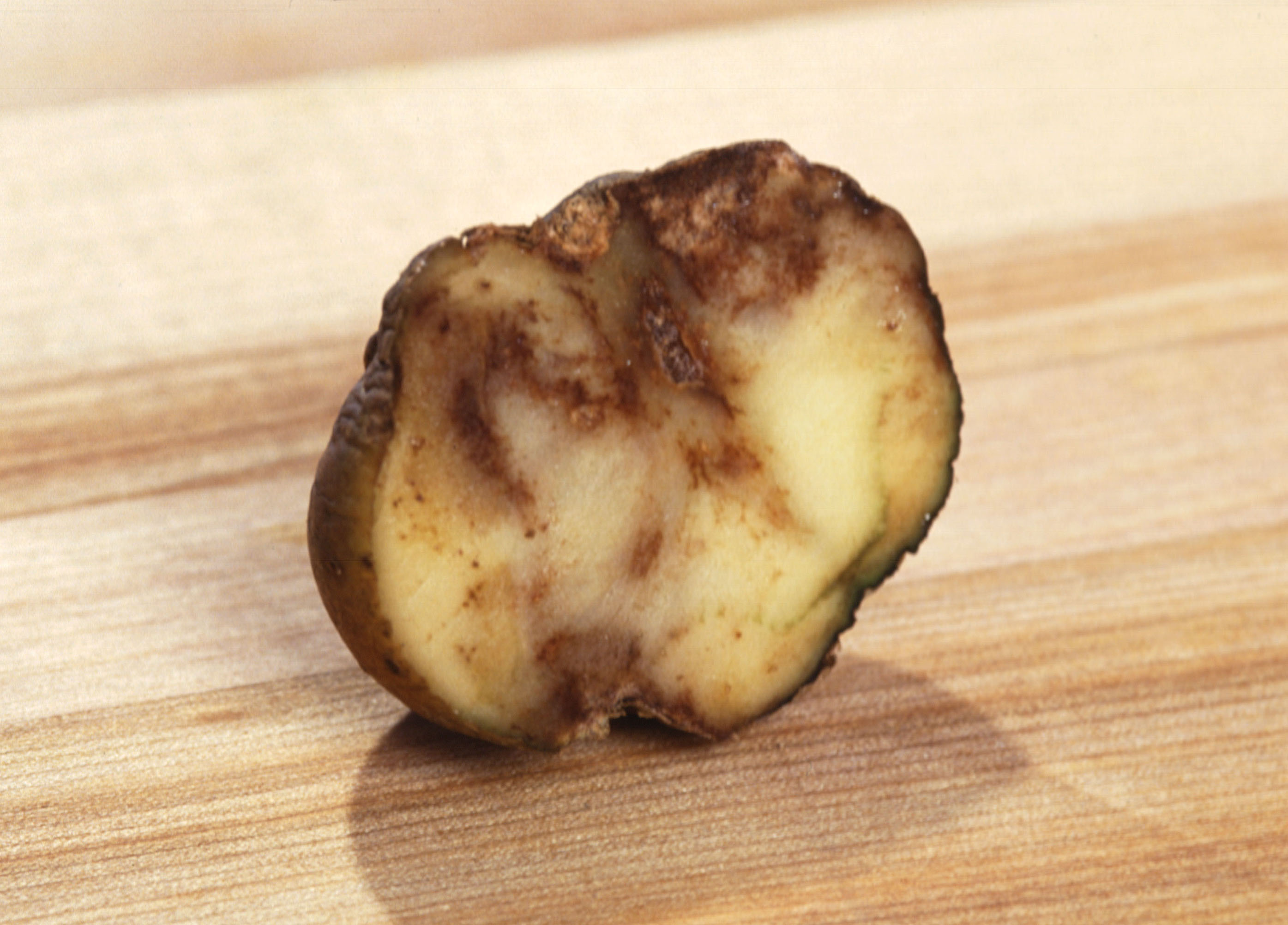
Клубень картофеля, заражённый фитофторой

- Фитофтороз — заболевание растений. Фитофтороз особенно сильно поражает растения семейства паслёновых (Solanaceae). В России ежегодные потери от этого заболевания в среднем составляют около 4 млн т. В годы эпифитотий продуктивность восприимчивых к болезни сортов без применения специальных защитных средств может снижаться в 1,5—2 раза, а потери урожая достигать 50—60 %.

Широко распространены различные виды парши.
Главной причиной вырождения картофеля является поражение растений вирусами. Поражение здоровых растений от инфицированных происходит при механических повреждениях в процессе посадки, ухода за растениями, уборке урожая; передаётся насекомыми во время вегетации (тлями, цикадками и тому подобное). Поражается картофель более чем 20 вирусами. Наличие вирусов в клубнях вызывает их одеревенение, снижение урожайности. Внешне на растениях инфекция проявляется в виде крапчатости, межжилковой мозаики, кудрявости и скручивания листков, букетоподобного куста, жёлтой карликовости и тому подобное.
С целью оздоровления семенного материала картофеля используют метод меристемы, выращивая семенной картофель в степных районах из свежесобранных клубней при летних сроках сажания, используя раствор стимуляторов (тиомочевина, гиббереллины, роданистый калий, янтарную кислоту), стараясь сдвинуть процессы формирования клубней на сроки с умеренными температурами. Эффективным мероприятием является предотвращение поражения растения вредителями — переносчиками инфекции. Также используют выращивание безвирусного семенного материала в теплицах, фитопатологическую прочистку, удаление клубней с нитевидными побегами после весеннего предпосадочного прогревания и т. п.
В 1997 году специалистами компании «Монсанто» выведен генетически изменённый картофель с геном токсина из Bacillus thuringiensis, который не съедобен для ряда видов вредителей.
Многие дикие родственники картофеля полезны для выведения устойчивости к P. infestans, вызывающий фитофтороз.
Потери урожая картофеля от сорняков в России — 15 %.

## Памятники и музеи
- В Бельгии существует музей картофеля. Среди его экспонатов — тысячи предметов, рассказывающих об истории картофеля: от почтовых марок с его изображением до знаменитых картин на ту же тему.
- В городе Мариинске Кемеровской области открыт в 2008 году памятник Картошке[66].